# Михаил Дончев
Михаил Тенев Дончев е български търговец и бивш кмет на Стара Загора.
Роден е през 1889 година в село Любенова махала. Не успява да получи гимназиално образование и започва да се занимава с търговия на добитък и месо. Членува в БЗНС. Заема длъжността кмет на Стара Загора за два месеца. Умира през 1941 г.